# Enchelycore nigricans
Enchelycore nigricans és una espècie de peix de la família dels murènids i de l'ordre dels anguil·liformes.

## Morfologia
Els mascles poden assolir els 100 cm de longitud total.

## Distribució geogràfica
Es troba a l'Atlàntic occidental (des de Bermuda, sud de Florida i les Bahames fins al nord de Sud-amèrica, incloent-hi el Golf de Mèxic i el Carib) i a l'Atlàntic oriental (Cap Verd i des del Senegal fins a Gabon).